# Bert Fogg
Albert „Bert“ Edward Fogg (* 6. Juli 1883 in Walkden; † 19. Juni 1952 in Rochdale) war ein englischer Fußballschiedsrichter.

## Sportlicher Werdegang
Fogg pfiff nach Wiederaufnahme des Spielbetriebs nach dem Ersten Weltkrieg Spiele im Rahmen der Football League und des FA Cup. In den 1920er Jahren rückte er in den Kreis der internationalen Spielleiter auf. Sein erstes Länderspiel war die Auseinandersetzung zwischen Wales und England im Rahmen des British Home Championship 1927/28 am 12. Februar 1927, das mit einem 3:3-Unentschieden endete. Bis 1935 leitete er insgesamt sechs Länderspiele. Zudem kam er auch auf Vereinsebene im internationalen Fußballverkehr zum Einsatz. Unter anderem oblag ihm die Leitung des Finalrückspiels um den Mitropapokal 1935 zwischen Sparta Prag und Ferencváros Budapest, in dessen Folge die Presse seine Spielleitung lobte. Im gleichen Jahr stand er im Wettbewerb um den FA Cup 1934/35 im Finalspiel neben den Mannschaften von Sheffield Wednesday und West Bromwich Albion auf dem Rasen des Wembley-Stadions.